# Alignement du Camp de la Justice
L'alignement du Camp de la Justice, ou Champ de la Justice est un site mégalithique situé à Autun dans l'ancienne commune de Saint-Pantaléon dans le département français de Saône-et-Loire. Le site comporte plusieurs menhirs mais l'existence d'un alignement mégalithique n'est pas certaine.

## Historique
Depuis 1872, le site était connu pour être une station néolithique ayant livré de très nombreux silex taillés et des morceaux de bois fossilisés. Vers 1882, Jean Rigollot, à la recherche de bois silicifiés, remarque des blocs de pierre affleurant du sol ne correspondant pas à la géologie locale. Rigollot, croyant qu'il s'agissait d'un terrain communal, fait redresser les blocs avec l'appui du Conseil général de Saône-et-Loire qui lui alloue une subvention de 300 francs dans ce but. Le site comporte alors une trentaine de blocs redressés assez hâtivement. M. Parise, le véritable propriétaire du champ, demande sa remise en état afin d'y poursuivre les cultures. En raison de l'intérêt archéologique du site, il lui est alors proposé de l'acquérir mais face à ses prétentions exorbitantes aucune transaction ne pourra être conclue. L'affaire est portée devant la justice et par jugement du 8 décembre 1885, Rigollot est condamné à ré-enfouir les pierres à ses frais (hormis celles qui étaient redressées dans la haie du champ).
La sous-commission des monuments historiques ayant parallèlement entrepris une étude des monolithes, celle-ci aboutit au classement au titre des monuments historiques par un arrêté du 19 novembre 1921 de trois pierres non enfouies.

## Description
Seuls cinq menhirs sont encore visibles parmi les trente recensés (vingt-six sont en granite et quatre en grès permien). Les blocs en grès peuvent avoir été prélevés sur place mais le gisement granitique le plus proche affleure à 6 km au sud, près du hameau de Couard. L'ensemble mégalithique reconstitué est connu grâce à deux photographies prises par Rigollot et au relevé cadastral réalisé en 1882 par Ernest Chantre. Ces documents ont été repris dans le compte rendu de la troisième session du congrès préhistorique de France qui se tient à Autun en 1907.
Selon Chantre, Rigollot ne fit pas relever tous les « monolithes qui avaient été renversés et même enterrés par les cultivateurs » laissant entendre que certains étaient déjà debout, notamment les pierres numérotées 23 à 30 sur le relevé de Chantre qui étaient situées dans la haie du champ (où cinq pierres sont encore visibles). Sur le relevé très précis de Chantre, les pierres numérotées de 1 à 25 sont disposées dans un espace correspond à une bande de terre, de 200 m de long sur environ 20 m de large, orientée sud-ouest/nord-est, et les cinq dernières pierres constituent un second groupe indépendant au nord-ouest du premier groupe. Sur le plan dressé par Chantre, les pierres n'ont pas été redressées en files parallèles mais sont relativement dispersées autour d'un vague axe commun comportant des vides importants. Les pierres dressées mesurent en moyenne 1,50 m de hauteur hors-sol. Aucune fosse d'implantation ni pierres de calages ne furent retrouvées à l'exception du menhir no 2 qui disposait d'une fosse environ 1 m de profondeur dont les parois et le fond étaient rubéfiés.
Ainsi, bien que l'habitude ait été prise dès son signalement de qualifier le site d'alignement mégalithique, la réalité de celui-ci n'est pas démontrée. En 1976, J. Joly, dans son étude sur Le Morvan dans la Haute Antiquité, qualifie bien les pierres de menhirs mais met en doute l'existence d'un alignement.